# Pernarec
Pernarec är en ort i Tjeckien.   Den ligger i regionen Plzeň, i den västra delen av landet, 100 km väster om huvudstaden Prag. Pernarec ligger 478 meter över havet och antalet invånare är 767.
Terrängen runt Pernarec är lite kuperad, och sluttar söderut. Runt Pernarec är det ganska tätbefolkat, med 75 invånare per kvadratkilometer. Närmaste större samhälle är Stříbro, 12,1 km sydväst om Pernarec. I omgivningarna runt Pernarec växer i huvudsak blandskog.